# Arjen Robben
Arjen Robben (Bedum, 23. siječnja 1984.), umirovljeni je nizozemski nogometaš koji je igrao kao krilo. Igrao je za nizozemski reprezentaciju, s kojom je igrao i na EP-u 2004., SP-u 2006. i EP-u 2008. i SP-u 2014. godine.

## Životopis

### Športska karijera
Robben je profesionalni nogomet počeo igrati Groningenu; 2002. godine je potpisao za PSV Eindhoven.
Nakon PSV-a odlazi u Englesku i potpisuje ugovor s londonskim Chelseajem. Za Chelsea je debitirao 2004. godine, a u studenom 2005. postaje Premiershipov igrač mjeseca.
Nakon treće sezone u Engleskoj, Robben odlazi u španjolski div Real Madrid za 35 milijuna €. U prvoj sezoni igranja za Real Madrid, klub osvaja ligu, što je bio četvrti Robbenov naslov u šest godina.
U kolovozu 2009., Robben odlazi u Bayern München za otprilike 25 milijuna €. U debiju za bavarski klub, postigao je dva pogotka.
Robben je bio ozlijeđen veći dio sezone 2015./16. Imao je različite ozljede, a ukupno je propustio 31 utakmicu bavarskog Bayerna. Robben je se ponovno ozlijedio na pripremnoj utakmici za 2016./17. sezonu Bayerna protiv niželigaša Lippstadta. Napadač je morao igru napustiti u 35. minuti utakmice koju su Bavarci dobili s 4:3. To znači da će Robben propustiti početak sezone.
Robben sudjeluje na Svjetskom nogometnom prvenstvu 2014. u Brazilu, te u prvoj utakmici u skupini B protiv branitelja naslova Španjolske postiže dva zgoditka.
Robben je 2019. godine na kraju sezone objavio kraj svoje bogate karijere. Arjen je 2020. godine odlučio pomoći svom prvom klubu, povlači se iz mirovine i ponovno oblači dres Groningena.

## Nagrade i uspjesi
PSV Eindhoven
- Eredivisie: 2002./03.
- Johan Cruijff Shield: 2004.
- Kup mira: 2003.

Chelsea
- FA Premier Liga: 2004./05., 2005./06.
- FA kup: 2007.
- FA Community Shield: 2005.
- Engleski Liga kup: 2005., 2007.

Real Madrid
- La Liga: 2007./08.
- Supercopa de España: 2008.

Bayern München
- Bundesliga: 2009./10., 2012./13., 2013./14.
- Njemački kup: 2009./10., 2012./13.
- UEFA Liga prvaka: 2012./13.
- UEFA Superkup: 2013.
- FIFA Svjetsko klupsko prvenstvo: 2013.

Osobni uspjesi
- Nizozemski mladi igrač godine: 2003.
- PFA Momčad godine: 2005.
- Engleski pogodak mjesec: Prosinac 2005.
- Europski U-21 nogometaš godine: 2005.

## Vanjske poveznice
- Profil  Arhivirana inačica izvorne stranice od 12. svibnja 2015. (Wayback Machine) na "FIFA.com" (engl.)
- Profil na "Real Madrid.com" (engl.)
- Profil  Arhivirana inačica izvorne stranice od 10. srpnja 2009. (Wayback Machine) na "Soccerbase.com" (engl.)
- Profil na "ABCGoal.com" (engl.)
- Profil na "Wereld van oranje.nl" (nizoz.)